# Genoa Cricket and Football Club 1952-1953
Questa voce raccoglie le informazioni riguardanti il Genoa Cricket and Football Club nelle competizioni ufficiali della stagione 1952-1953.

## Stagione
Il Genoa inizia la stagione aggiudicandosi il trofeo amichevole Coppa Cassano, in onore del defunto giocatore blucerchiato Luigi Cassano, giunto alla quinta edizione. Grazie alla vittoria ottenuta sui blucerchiati per 3-2 (reti di Dal Monte, Gremese ed autorete di Podestà) il Genoa ottiene la seconda vittoria necessaria al definitivo aggiudicamento del trofeo.
Il campionato '52-'53 vedrà il Genoa piazzarsi al primo posto nella serie cadetta, ottenendo così la promozione in massima serie.

## Divise
La maglia per le partite casalinghe presentava i colori rossoblù.

## Organigramma societario
Area direttiva
- Presidente: Ernesto Cauvin

Area tecnica
- Allenatore: Giacinto Ellena

## Rosa
| N. |                   | Ruolo | Calciatore         |
| -- | ----------------- | ----- | ------------------ |
|    | Italia (bandiera) | P     | Angelo Franzosi    |
|    | Italia (bandiera) | P     | Renato Gandolfi    |
|    | Italia (bandiera) | D     | Fosco Becattini    |
|    | Italia (bandiera) | D     | Amedeo Cattani     |
|    | Italia (bandiera) | D     | Raffaele Guaita    |
|    | Italia (bandiera) | D     | Pier Ugo Melandri  |
|    | Italia (bandiera) | D     | Giuseppe Patrucco  |
|    | Italia (bandiera) | C     | Italo Acconcia     |
|    | Italia (bandiera) | C     | Camillo Achilli    |
|    | Italia (bandiera) | C     | Nevio Bartolaccini |
|    | Italia (bandiera) | C     | Valerio Cassani    |
|    | Italia (bandiera) | C     | Silvano Chiumento  |
|    | Italia (bandiera) | C     | Gino Corradini     |
|    | Italia (bandiera) | C     | Adriano Corrente   |

| N. |                   | Ruolo | Calciatore          |
| -- | ----------------- | ----- | ------------------- |
|    | Italia (bandiera) | C     | Luciano Delfino     |
|    | Italia (bandiera) | C     | Bruno Gremese       |
|    | Italia (bandiera) | C     | Gian Battista Odone |
|    | Italia (bandiera) | C     | Silvano Pravisano   |
|    | Italia (bandiera) | A     | Antonio Corso       |
|    | Italia (bandiera) | A     | Giorgio Dal Monte   |
|    | Italia (bandiera) | A     | Ivan Firotto        |
|    | Italia (bandiera) | A     | Attilio Frizzi      |
|    | Italia (bandiera) | A     | Giacinto Goldaniga  |
|    | Italia (bandiera) | A     | Francesco Grazioli  |
|    | Italia (bandiera) | A     | Giuseppe Persi      |
|    | Italia (bandiera) | A     | Licio Rossetti      |
|    | Italia (bandiera) | A     | Franco Viviani      |

## Calciomercato
| Acquisti | Acquisti | Acquisti | Acquisti |
| R.       | Nome     | da       | Modalità |
| -------- | -------- | -------- | -------- |

| Cessioni | Cessioni       | Cessioni | Cessioni |
| R.       | Nome           | a        | Modalità |
| -------- | -------------- | -------- | -------- |
| C        | Luciano Fusari | Ritiro   |          |
| A        | Licio Rossetti | Siena    |          |

## Risultati

### Campionato

#### Girone di andata
| 14 settembre 1952 1ª giornata | Genoa | 3 – 1 | Vicenza |  |

| 21 settembre 1952 2ª giornata | Lucchese | 1 – 2 | Genoa |  |

| 7 dicembre 1997 3ª giornata | Genoa | 3 – 0 | Piombino |  |

| 5 ottobre 1952 4ª giornata | Padova | 1 – 1 | Genoa |  |

| 7 gennaio 1968 5ª giornata | Genoa | 2 – 0 | Cagliari |  |

| 19 ottobre 1952 6ª giornata | Marzotto Valdagno | 0 – 1 | Genoa |  |

| 14 settembre 1947 7ª giornata | Genoa | 2 – 0 | Verona |  |

| 21 ottobre 1962 8ª giornata | Catania | 2 – 1 | Genoa |  |

| 16 novembre 1952 9ª giornata | Salernitana | 1 – 0 | Genoa |  |

| 23 novembre 1952 10ª giornata | Genoa | 1 – 2 | Modena |  |

| 30 novembre 1952 11ª giornata | Legnano | 4 – 0 | Genoa |  |

| 7 dicembre 1952 12ª giornata | Genoa | 0 – 0 | Brescia |  |

| 14 dicembre 1952 13ª giornata | Treviso | 2 – 1 | Genoa |  |

| 21 dicembre 1952 14ª giornata | Genoa | 2 – 1 | Monza |  |

| 7 gennaio 1996 15ª giornata | Fanfulla | 1 – 1 | Genoa |  |

| 11 gennaio 1953 16ª giornata | Genoa | 1 – 0 | Siracusa |  |

| 18 gennaio 1953 17ª giornata | Genoa | 1 – 0 | Messina |  |

#### Girone di ritorno
| 25 gennaio 1953 18ª giornata | Vicenza | 2 – 1 | Genoa |  |

| 1º febbraio 1953 19ª giornata | Genoa | 3 – 0 | Lucchese |  |

| 8 febbraio 1953 20ª giornata | Piombino | 0 – 0 | Genoa |  |

| 15 febbraio 1953 21ª giornata | Genoa | 2 – 0 | Padova |  |

| 22 febbraio 1953 22ª giornata | Cagliari | 1 – 1 | Genoa |  |

| 1º marzo 1953 23ª giornata | Genoa | 0 – 0 | Marzotto Valdagno |  |

| 8 marzo 1953 24ª giornata | Verona | 0 – 2 | Genoa |  |

| 15 marzo 1953 25ª giornata | Genoa | 1 – 0 | Catania |  |

| 22 marzo 1953 26ª giornata | Genoa | 0 – 0 | Salernitana |  |

| 29 marzo 1953 27ª giornata | Modena | 0 – 0 | Genoa |  |

| 5 aprile 1953 28ª giornata | Genoa | 2 – 0 | Legnano |  |

| 12 aprile 1953 29ª giornata | Brescia | 3 – 0 | Genoa |  |

| 19 aprile 1953 30ª giornata | Genoa | 0 – 0 | Treviso |  |

| 3 maggio 1953 31ª giornata | Monza | 0 – 1 | Genoa |  |

| 10 maggio 1953 32ª giornata | Genoa | 1 – 0 | Fanfulla |  |

| 24 maggio 1953 33ª giornata | Siracusa | 1 – 1 | Genoa |  |

| 31 maggio 1953 34ª giornata | Messina | 1 – 1 | Genoa |  |

## Statistiche

### Statistiche di squadra
| Competizione | Punti | In casa | In casa | In casa | In casa | In casa | In casa | In trasferta | In trasferta | In trasferta | In trasferta | In trasferta | In trasferta | Totale | Totale | Totale | Totale | Totale | Totale | DR  |
| Competizione | Punti | G       | V       | N       | P       | Gf      | Gs      | G            | V            | N            | P            | Gf           | Gs           | G      | V      | N      | P      | Gf     | Gs     | DR  |
| ------------ | ----- | ------- | ------- | ------- | ------- | ------- | ------- | ------------ | ------------ | ------------ | ------------ | ------------ | ------------ | ------ | ------ | ------ | ------ | ------ | ------ | --- |
| Serie B      | 44    | 17      | 12      | 4       | 1       | 24      | 4       | 17           | 4            | 8            | 5            | 14           | 19           | 34     | 16     | 12     | 6      | 38     | 23     | +15 |

### Statistiche dei giocatori
| Giocatore       | Serie B  | Serie B |
| Giocatore       | Presenze | Reti    |
| --------------- | -------- | ------- |
| I. Acconcia     | 34       | 0       |
| C. Achilli      | 2        | 0       |
| N. Bartolaccini | 4        | 0       |
| F. Becattini    | 34       | 0       |
| V. Cassani      | 9        | 4       |
| A. Cattani      | 33       | 1       |
| S. Chiumento    | 27       | 5       |
| G. Corradini    | 1        | 0       |
| A. Corrente     | 1        | 0       |
| A. Corso        | 1        | 0       |
| G. Dal Monte    | 29       | 8       |
| L. Delfino      | 3        | 1       |
| I. Firotto      | 11       | 2       |
| A. Franzosi     | 27       | -18     |
| A. Frizzi       | 28       | 8       |
| R. Gandolfi     | 7        | -5      |
| G. Goldaniga    | 3        | 0       |
| F. Grazioli     | 1        | 0       |
| B. Gremese      | 32       | 1       |
| P. Melandri     | 33       | 1       |
| G.B. Odone      | 1        | 0       |
| G. Patrucco     | 3        | 0       |
| G. Persi        | 23       | 5       |
| S. Pravisano    | 27       | 1       |